# Nový svět

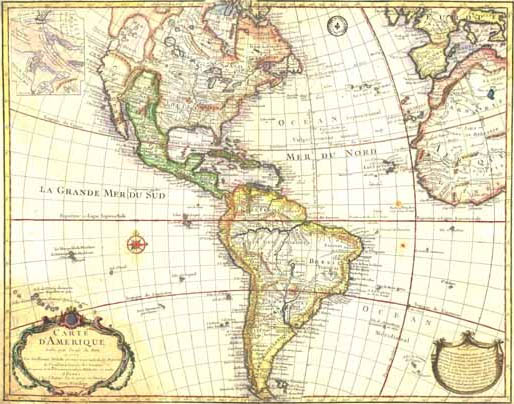
Nový svět na mapě Carte d'Amérique Guillauma Delisla z roku 1774

Nový svět je označením pro Ameriku používané v některých historických kontextech od 16. století jako opak pojmu Starý svět, kterým se ve stejných kontextech označuje Eurafrasie.
Pojem Nový svět se používá zejména:
- v souvislosti se zámořskými objevy,
- v biologii, například při geografickém třídění druhů opic nebo třeba pro rozlišení leishmanióz Nového a Starého světa.

Austrálie nezapadá ani do jednoho pojetí těchto světů, zpravidla se bere jako ještě třetí oblast. Zřídkavě však dnes již lze při zamýšleném bipolárním dělení do pojmu Nový svět zahrnout už i Austrálii a Oceánii.
Pojem Nový svět se používá také ve vinařství, tam však označuje:
- z hlediska původu vína jakoukoliv oblast kromě Evropy a severní Afriky,
- z hlediska stylu vína jihovýchod Kalifornie a Austrálie, Starým světem jsou potom ostatní území.